# Canis apolloniensis
Canis apolloniensis es una especie extinta de cánido que era endémica de Europa y vivió durante la época de pleistoceno temprano, entre 1,8 millones de años hasta hace 781 000 años, existiendo durante unos 1.1 millones de años.
La especie tuvo una existencia corta en tiempo geológico comparado con otras especies del género Canis. Convivió con el lobo europeo qué apareció 1.6 millones de años antes, hace 3.4 millones de años aproximadamente.
Canis apolloniensis fue nombrado por Koufos y Kostopoulos en 1997. La única referencia fósil proviene del norte de Grecia